# ولاشان
وَلاشان یکی از محله‌های تاریخی اصفهان  در استان اصفهان در مرکز ایران است. جمعیت این محل ۷۰۰۰ نفر (برآورد ۱۳۹۵ خورشیدی) است و در ۱۵ کیلومتری جنوب غربی مرکز شهر اصفهان واقع شده که به شش محلهٔ اصلی (لورک، گارنخود، کرتمان٫شط ٫ سیبه و بهشت آیین) تقسیم می‌شود.

## موقعیت جغرافیایی
ولاشان در ۱۵ کیلومتری جنوب غربی مرکز شهر اصفهان در مجاورت شهر درچه در دشتی مسطح واقع شده که با شیب ملایم یک درصدی به نزدیکی زاینده‌رود منتهی می‌شود.
این محله با ارتفاع ۱۶۰۴ متر از سطح دریا و طول جغرافیایی ۵۱ درجه و ۳۲ دقیقهٔ شرقی و عرض جغرافیایی ۳۲ درجه و ۳۷ دقیقهٔ شمالی، با تهران ۴۸ ثانیه اختلاف زمان دارد. ولاشان با ۱/۱۲ کیلومتر مربع مساحت از صحراولاشان، لورک، گارنخود، سیبه و شط شکل گرفته‌است.
این محله از محلات شهر درچه از توابع خمینی‌شهر و از شمال غرب با شهرستان نجف‌آباد همسایه است.

## جمعیت
در سرشماری عمومی نفوس و مسکن سال ۱۳۹۰ ولاشان ۷۰۰۰ نفر جمعیت داشت.

## کشاورزی
این محل در مجاورت شهر درچه در کنار جلگهٔ زاینده‌رود است و عمده محصولات کشاورزی این محل شامل برنج، گندم، سیب‌زمینی و پیاز است. برنج این محل از نظر کیفی در رده اعلاترین برنج‌های ایرانی است.

## مشاهیر
- محمدتقی سعیدی از استادان موسیقی مکتب اصفهان و سنتی ایران
- کارنگ کرباسی استاد آهنگسازی و  ویلن از کنسرواتوار چایکوفسکی اکراین نفر سوم ۲۵اُمین جشنوارهٔ موسیقی بین‌المللی فجر.[۵]
- سلمان کرباسی فوق دکتری الکترونیک از آمریکا

## تاریخ ولاشان
بررسی معنی واژهٔ ولاشان و مشتقات آن:
بلاش یا غالباً ولاش، نام چندتن از شاهان اشکانی (ایران و ارمنستان) و ساسانی بوده که به صورتهای مختلف (گولاش / گلوش، وَلارش، اَولاش، بالوش، وَلوش /اُلوس، ولیس / اُلَّیس، الاش /لاش، جولاش، جالوس، فولگی، وَلَجَه، فلوجه) در متون کهن آمده‌است (یوستی، ص ۳۴۴–۳۴۶). اما نامدارترین ایشان بلاش (ولگشی) یکم اشکانی (۵۱–۷۷ میلادی) است که به روایت دینکرد (چاپ مَدَن، ص ۴۰۵–۴۰۶)، متون اوستا و «زند» های دینی و یادمانهای پادشاهی ایران را، که بر اثر تازش اسکندر مقدونی نابود و پراکنده شده بود، گردآورد، و ظاهراً «دژنبشت» هایی (= قلعة کتاباتی) هم برای حفاظت آن‌ها بنا نهاد (اذکائی، ۱۳۷۵ش ب، ص ۶۱–۶۲، ۱۳۸). هموست که شهر بلاشگرد را نیز برای رقابت با سلوکیه در جایی مناسب (حوالی حیرة بعدی) بنا کرد (گوتشمید، ص ۱۸۸)؛